# 15-я моторизованная дивизия
15-я Сивашская моторизованная дивизия РККА (15-я мд) — формирование вооружённых сил СССР в период Великой Отечественной войны с 15 мая 1940 по 6 августа 1941 года, затем снова — 15-я стрелковая дивизия.

## История
В августе 1939 года 15-я стрелковая дивизия входила в состав 6-го стрелкового корпуса Одесской армейской группы Киевского Особого военного округа. В сентябре 1939 года 15-я стрелковая дивизия переформирована в 15-ю моторизованную дивизию, с 15 мая 1940 года, содержащуюся по штатам военного времени.
В июне — июле 1940 года 15-я моторизованная дивизия в составе 35-го стрелкового корпуса 9-й армии Южного фронта принимала участие в освободительном походе в Бессарабию. 28 июня 1940 года в 23:00 15-я моторизованная дивизия первой вошла в город Кишинёв — столицу возвращённой у Румынии Бессарабии.
После освободительного похода 15-я моторизованная дивизия вошла в состав формируемого 2-го механизированного корпуса.
До 22 июня 1941 года 15-я моторизованная дивизия РККА (в/ч 8567) входила в состав 2-го механизированного корпуса Одесского военного округа. 22 июня из войск ОдВО сформирована 9-я отдельная армия. 15-я моторизованная дивизия в составе 2-го мехкорпуса вошла в состав 9-й отдельной армии. С 24 июня 9-я отдельная армия вошла в состав образованного Южного фронта.
6 августа 1941 года вновь переименована в 15-ю стрелковую дивизию (15 сд).

## Подчинение
- 35-й стрелковый корпус 9-й армии Южного фронта, в Бессарабии, (20 июня — 10 июля 1940)

## Полное название
15-я Сивашская моторизованная дивизия

## Командный состав

### Командиры дивизии
- комбриг Кривошеин, Семён Моисеевич (с 09.05.1940 по 04.06.1940)
- комбриг Соломатин, Михаил Дмитриевич (4.06.40—03.41),
- генерал-майор Белов, Николай Никанорович (с 11.03.41 — погиб 9.08.41).

### Заместитель по строевой части(начальник пехоты)
- комбриг Дмитриев, Павел Дмитриевич (с 22.05.38, на 05.40 г.).

### Заместители по политической части
- полковой комиссар Сурин, Антон Алексеевич (с 3.06.40),
- полковой комиссар Конобевцев, Тимофей Фёдорович (18.01.41-24.07.41).

### Начальники штаба
- полковник Ласкин, Иван Андреевич .

### Начальник оперативного отделения
- подполковник Стельмах, Пётр Давидович (18.12.40-?).

### Заместители начальника отдела политпропаганды
- полковой комиссар Конобевцев, Тимофей Фёдорович (3.06.40-03.41),
- старший батальонный комиссар Ханчин, Ефим Вульфович (17.02.41-6.08.41).

## Боевой состав дивизии
На 1.5.41: (3с)
- управление дивизии в г. Тирасполь,
- 47-й мотострелковый полк в г. Тирасполь,
- 53-й отдельный батальон связи в г. Тирасполь,
- 77-й отдельный разведывательный батальон в г. Тирасполь,
- 114-й отдельный зенитно-артиллерийский дивизион в г. Тирасполь
- 166-й отдельный истребительно-противотанковый дивизион в г. Бендеры.

На 22.6.41:
Штаб дивизии — город Казатин
- 47-й мотострелковый полк -в/ч 8609
- 321-й мотострелковый полк -в/ч 8604 (полковник Шевченко Иван Иванович).
- 14-й танковый полк -в/ч 8662 (полковник Неустроев Александр Александрович).
- 203-й артиллерийский полк -в/ч 8643
- 166-й отдельный истребительно-противотанковый дивизион -в/ч 8945
- 114-й отдельный зенитно-артиллерийский дивизион -в/ч 8906
- 77-й разведывательный батальон -в/ч 8865
- 75-й легко-инженерный батальон — в/ч 5422
- 53-й отдельный батальон связи — в/ч 5383
- 132-й артиллерийский парковый дивизион — в/ч 5294
- 96-й медико-санитарный батальон — в/ч 5418
- 156-й автотранспортный батальон — в/ч 5357
- 35-й ремонтно-восстановительный батальон — в/ч 5529
- 38 рота регулирования — в/ч 5432
- 61 полевой хлебозавод — в/ч 5572
- 77 полевая почтовая станция
- 357 полевая касса Госбанка

## Служба и боевая деятельность
1940 год
10 апреля
Весной 1940 15-я стрелковая Сивашская ордена Ленина, дважды Краснознамённая, ордена Трудового Красного Знамени дивизия в числе первых в РККА была переформирована в моторизованную дивизию, (3с).
15 мая 1940 дивизия переведена на штаты военного времени, (3с).
9 июня
С апреля командованием Красной Армии проводилось усиление войск Юго-Западного направления: Киевского ОВО и Одесского ВО. Кроме того 9 июня был отдан приказ начать формирование двух механизированных корпусов в КОВО и в ОдВО. В ОдВО создавался 2-й мехкорпус в составе 11-й и 16-й тд и 15-й мд. Одновременно началась демобилизация призванных в Красную Армию на советско-финляндскую войну резервистов, поэтому численность кадрового личного состава КОВО и ОдВО сократилась соответственно с 638 324 и 231 581 человека на 1 мая до 613 674 и 220 000 человек на 1 июня 1940 г. (6 Перед выбором)
10 июня
В 0.35-1.00 начальник Генштаба КА Маршал Советского Союза Б. М. Шапошников направил командующим войсками Киевского ОВО и Одесского ВО шифротелеграммы. В шифротелеграмме для командующего ОдВО приказывалось привести в готовность управления 35-го и 7-го стрелковых корпусов с корпусными частями, 15-ю моторизованную дивизию, 25-ю, 30-ю, 51-ю, 95-ю, 147-ю, 173-ю, 176-ю стрелковые дивизии, 4-ю легкотанковую бригаду, все артполки Резерва Главного Командования и все понтонные средства, (6).
В 11.20-11.30 начальник Генштаба КА направил командующему войсками ОдВО совершенно секретную директиву № ОУ/583, согласно которой требовалось:
1. Походным порядком сосредоточить в новые районы следующие части": (см.6)
- Управление штаба армии, выделяемое округом — Гросулово к утру 15 июня;
- Управление 35-го ск с корпусными частями — Черна к утру 12 июня; 95-я сд — Рыбница, Воронково к утру 12 июня; 176-я сд — Дубоссары, Новая Кошница к утру 13 июня; ПО гап РГК — Воронково к утру 13 июня; 522-й гап РГК и 39-й артдив б/м — Дубоссары, Новая Александровка к утру 14 июня;
- 51-я сд — Малаешты, Тирасполь к утру 13 июня; 15-я мд — Карманово, Глинное, Павловка к утру 12 июня; 4-я лтбр — Шибка к утру 13 июня; 320 пап РГК — Григориополь".

В 18.50 из Генштаба поступило указание управление 35-го ск с корпусными частями сосредоточить в Шибка к утру 13 июня, (6).
11 июня войска ОдВО под видом учебного похода начали сосредоточение, которое должно было завершиться 24 июня, (6).
20 июня в 21.40 командующему войсками КиевОВО генералу армии Г. К. Жукову была вручена директива наркома обороны СССР и начальника Генштаба № 101396/СС о начале сосредоточения войск и готовности к 22 часам 24 июня к решительному наступлению с целью разгромить румынскую армию и занять Бессарабию, (6).
Создаётся управление Южного фронта, командующий войсками фронта генерал армии Жуков, Георгий Константинович, штаб фронта в г. Проскуров, (6).
Из войск Одесского ВО и войск прибывших из других округов (КиевОВО, ХарВО и Сев-КавкВО) формируется 9-я армия, командующий войсками армии генерал-лейтенант Болдин И. В., заместитель командующего войсками армии генерал-лейтенант Козлов Д. Т.), штаб армии в Гросулово 35 км к северо-востоку от г. Тирасполь (ныне Великая Михайловка), (2).
140-я стрелковая дивизия разворачивается на фронте Б. Молокиш, Рыбница, Гедерим, (6).
Управления 35-го ск, 37-го ск и 7-го ск, 173-я, 176-я, 30-я, 164-я, 51-я, 95-я, 147-я, 150-я стрелковые дивизии и 15-я моторизованная дивизия; 21-я танковая бригада, 522-й, 110-й, 320-й, 124-й, 430-й, 439-й артполки и 317-й артдивизион РГК сосредотачиваются в районе — г. Дубоссары, г. Тирасполь, Плоское, Шибка, (6).
23 июня
22-23 июня Военный совет 9-й армий на основании проекта директивы командования Южного фронта № А-1/00145сс/ов провёл занятия на местности с командирами корпусов и дивизий вопросы занятия исходного положения, организации предстоящего наступления, взаимодействия родов войск, управления, связи, устройства тыла и действий на ближайший этап операции, (6).
27 июня
27 июня командиры корпусов и дивизий проработали на местности с командирами полков, батальонов и рот вопросы занятия исходного положения, организации предстоящего наступления, взаимодействия родов войск, управления, связи, устройства тыла и действий на ближайший этап операции, (6).
Вечером почти все войска Южного фронта были сосредоточены и развёрнуты в соответствии с планом командования.
9-я армия сформирована из войск ОдВО, КиевОВО, ХарВО и Сев-КавкВО и развёрнута на фронте Б.Молокиш на севере — Овидиополь на юге. Штаб армии — в Гросулово 35 км к северо-востоку от г. Тирасполь (ныне Великая Михайловка), (6).
35-й ск развёрнут в районах г. Дубоссары и г. Тирасполь.
28 июня
В 11 часов после получения ответа румынского правительства советские войска получили новую задачу — без объявления войны занять Бессарабию и Северную Буковину. (6)
Командующий войсками 9-й армии должен был выбросить в первом эшелоне подвижные части с задачей:
35-му ск подвижным эшелоном в составе 15-й мд, 21-й тбр и одного стрелкового полка 95-й сд на машинах достичь р. Прут с задачей: прочно удерживать рубеж: 15-й мд на участке г. Унгены, Кастулени, стрелковому полку 95-й сд Немцени, Радюканьи и 21-й лтбр с. Леово, с. Цыганка, остальными силами 35-го ск занять — 173-й сд с 4-й лтбр г. Кишинёв; главными силами 95-й сд — район Карпинени. Штаб дивизии-95 — Карпинени. Штаб корпуса-35 — Кишинёв, (6).
Граница слева — Тирасполь, Селемет, Цыганка.(6)
В 13.15 командующий войсками 9-й армии издал боевой приказ № 2, уточнявший задачи войск: Задача 9-й армии — быстрым выдвижением к р. Прут на фронте Яссы, Галац (Румыния) закрепить за СССР среднюю и южную часть Бессарабии, (6).
- 35-й ск, 173-я сд и 95-я сд, 15-я мд и 4-я тбр к исходу 29.6 подвижными частями достигают рубежа р. Прут:
  - 15-я мд на участке Вульпешти, Коштулени, штадив — Кетирени. Ночлег с 28 на 29.6 — Кишинёв;

В 14.00 войска Южного фронта начали операцию по занятию территории Северной Буковины и Бессарабии.(6)
15-я мд и 4-я лтбр с 20 часов начали переправу южнее Ташлыка, и их передовые части в 22 часа вступили в Кишинёв. На подходе к городу в перевернувшейся бронемашине разведбатальона дивизии погиб 1 красноармеец. (6)
В 23.00 Военный совет Южного фронта издал войскам директиву № 00150, в которой указывалось: Армиям фронта, действуя в составе, установленном директивой моей № 00149, с утра 29.6 продолжать движение и занять северную Буковину и Бессарабию и к исходу 30.6 выйти к новой государственной границе; 9-й армии — выйти 29.6 на рубеж Пырлица, Ганчешты, Дезгинже. Основные силы действующих войск иметь: 15-ю мд в районе Пырлица, 95-ю сд — Ганчешты, 21-ю лтбр — Дезгинже и 173-ю сд — Кишинёв. Все эти соединения объединить в составе 35-го ск.(6)
В 23.00 15-я мд первой вошла в город Кишинёв, столицу возвращённой у Румынии Бессарабии. (3с)
В течение ночи в Кишинёв подтянулись главные силы 15-й мд, 4-й лтбр, передовой подвижный отряд 95-й сд и передовой подвижный отряд 51-й сд, (6).
29 июня
На основании директивы командования фронта, штаб 9-й армии в 5.10 29 июня издал боевой приказ № 3, уточнявший указания штаба фронта:
- 9-я армия 29.6 подвижными частями выходит на рубеж Пырлица, Ганчешты, Дезгинже.
- 35-й ск в составе 15-й мд, 95-й и 173-й сд, 4-й лтбр к исходу 29.6 должна сосредоточиться:
  - 95-я сд — Ганчешты;
  - 15-я мд в районе Пырлица, выбросив передовые части к р. Прут на участке Петрешти, Дануцени;
  - 173-я сд и 4-я лтбр — Кишинёв.(6)

Войска Южного фронта с утра 29 июня возобновили продвижение вперёд.
15-я мд в 6.00 выступила из Кишинёва, (6).
19.00
15-я мд к 19.00 передовыми 14-й тп и 321-м мсп достигла района Корнешты, Пырлица. Около Корнешт части дивизии были обстреляны румынским отрядом. Советские части открыли ответный пулемётный огонь. В перестрелке погибло 2 красноармейца, было убито 12 и ранено 16 румынских солдат. Конфликт был разрешён на месте представителями сторон. Самолёт связи дивизии был обстрелян румынским бронепоездом на ст. Перивал между Корнештами и Пырлицей, (2).
Сосед 15-й мд слева 95-я сд к исходу дня достигла района с. Милешты, с. Костешты, (6).
Управление 35-го ск, 173-я сд и 4-я лтбр полностью сосредоточились в Кишинёве. Из состава танковой бригады через с. Ганчешты к переправе у с. Фэлчиу был направлен 46-й танковый батальон, который к исходу дня сосредоточился в Кании, где контролировал отход румынских войск, (6).
К 30 июня войска фронта, как и предусматривалось, вышли к реке Прут. Румынская армия имела приказ отходить организованно. Однако многие её солдаты бросали оружие и расходились по домам. Советские части подобрали около 53 тысяч винтовок, 1,5 тысячи ручных и станковых пулемётов, 258 орудий, большое количество патронов, гранат, мин и сна¬рядов, (6).
30 июня
В 0.15 командованию Южного фронта сообщено о продлении срока эвакуации румынских войск до 14.00 3 июля.
Командующий войсками фронта поставил задачи на 30.06, в частности:
- 9-й армии передовыми частями 35-го ск к исходу 30.6 занять и закрепиться по р. Прут на участке (иск.) с. Скулени, с. Цыганка, имея основные силы 15-й мд в с. Пырлица, 95-й сд в с. Ганчешты.
- Разъяснить всему личному составу, что Советское правительство разрешило румынской армии производить эвакуацию до 14.00 3.7.40 г., поэтому все вопросы решать только мирным путём, допуская где нужно возможность нормального отхода.

6.00. Войска 35-го ск походными колоннами двигались на запад.
В 14.00 47-й мсп 15-й мд вошёл в соприкосновение с румынским отрядом силою до 1800 человек с 20 орудиями и 200 подводами, загруженными артиллерийскими снарядами. Им было предложено перегрузить снаряды на воинские подводы, а подводы местных жителей вернуть. (6)
Главные силы 15-й мд с 15.00 находились в районе с. Пырлицы. (6)
Сосед слева передовой отряд 95-й сд на автомашинах достиг берега р. Прут и в 17.00 занял с. Леово.(2)
20.00
Батальон 321-го мотострелкового полка 15-й мд и танковый батальон 14-го танкового полка 15-й мд с 20 часов контролировали переправу в г. Унгены. Передовая танковая рота в 20.00 заняла переправу у с. Петрешты. Танковый батальон и 9-я стрелковая рота 15-й мд вступили в с. Скуляны. Во время переговоров с румынским генералом, которые происходили на улице при большом скоплении местных жителей, неизвестно кем в сторону советских танков была брошена ручная граната, вслед за взрывом которой по танку со стороны румынских частей была дана пулемётная очередь. Один из танков ответил пулемётной очередью и выстрелом осколочным снарядом. Жертв с обеих сторон не было.(6)
Сосед 15-й мд слева 95-я сд (основные силы) двигалась в направлении с. Ганчешты. Передовой отряд 95-й сд на автомашинах в 20.00 занял с. Леушени.(6)
22.00
35-й ск к исходу 30.6 выполнил поставленную задачу — занял и закрепился по р. Прут на участке (иск.) с. Скулени, с. Цыганка, имея основные силы 15-й мд в с. Пырлица, 95-й сд в с. Ганчешты.
Основные силы 15-й мд находились в районе с. Петрешты, г. Унгены, с. Пырлица, (6). Батальон 321-го мп 15-й мд и танковый батальон 14-го тп 15-й мд контролировали переправу в г. Унгены, (6). Танковый батальон и 9-я стрелковая рота 15-й мд вступили в с. Скуляны.(6)
Сосед 15-й мд слева 95-я сд к исходу дня основными силами вступила в с. Ганчешты. Передовой отряд 95-й сд занимал с. Леушени и с. Леово, (6).
1 июля
В ночь на 1 июля в результате беспорядочной стрельбы с румынского берега Прута был ранен красноармеец 9-й стрелковой роты 15-й мд. В ответ на советский протест румынская сторона заявила, что это солдаты чистят оружие и от неосторожности производят выстрелы. Советские бойцы стали свидетелями того, как на западном берегу Прута, где румынские войска готовили оборонительные позиции, был штыками заколот солдат-бессарабец.(6)
В ночь на 1 июля в районе Страшен была обстреляна группа красноармейцев на автомашинах 15-й мд. Тогда же на юго-западной окраине с. Пырлицы подверглась нападению неизвестных команда телефонистов 53-го отдельного батальона связи в составе 1 младшего командира и 4 красноармейцев. 1 красноармеец был убит, а остальные в течение 3 часов вели перестрелку. С подходом советских танков нападавшие скрылись в темноте.(6)
1 июля 15-я мд находилась в районе с. Петрешты, г. Унгены, с. Пырлица.
2 июля
15.00. 15-я мд продолжала оставаться в районе с. Пырлица, с. Корнешты, (с. Петрешты находится рядом на границе). Передовой отряд дивизии контролировал переправу в г. Унгены, где румынские части заминировали мост. Получив приказ не допустить взрыва моста, командир дивизии предъявил румынскому командованию ультиматум: «В случае взрыва моста нами будут предприняты решительные действия с применением авиации против г. Яссы». В итоге румынская сторона согласилась с советскими требованиями, и мост не был взорван. Кроме эвакуировавшихся румынских войск на переправе скопилось до 6 тыс. беженцев в Румынию. (6)
2 июля штаб Южного фронта издал приказ № 017/сс в котором потребовал от штабов 12-й, 5-й и 9-й армий организовать оборону границы и "разработать план использования войск на случай перехода Румынии к активным действиям. Этот план надо было представить на утверждение к 20.00 4.7.40 г. (6)
3 июля
Передовой отряд 15-й мд был отведён из с. Скуляны, так как туда подошли главные силы 798-го стрелкового полка 140-й сд 36-го стрелкового корпуса. (6)
В 14.00 советско-румынская граница была закрыта. Таким образом "войска Южного фронта выполнили поставленную перед ними задачу. Главные силы приступили к изучению новых дислокации и плановой боевой и политической подготовке в занимаемых ими районах. (6)
35-й ск в составе 15-й мд, 95-й сд, 173-й сд, 4-й тбр находился на территории Бессарабии, 15-я мд и 95-я сд с 3 июля охраняли участок границы. (6)
В 14.00 — 16.00 3 июля на Соборной площади Кишинёва (в советское время — площадь Победы) состоялся парад советских войск, в котором участвовали части 35-го стрелкового корпуса, (6).
5 июля
В связи с окончанием Бессарабского похода 5 июля войска Южного фронта были приведены в состояние постоянной боевой готовности мирного времени, (6).
6 июля
СНК СССР принял постановление № 1193 — 464сс от 6 июля по которому территория Северной Буковины была включена в состав КОВО, а Бессарабии — в состав ОдВО и предусматривалось проведение организационных мероприятий в Красной Армии.(6)
Нарком обороны СССР издал директивы Военным советам КОВО и ОдВО о новом составе и дислокации войск округов. В директивах предусматривалось начать новые формирования соединений, утверждённые правительством, перевести войска в новые места постоянной дислокации, расформировать части и учреждения, созданные для проведения освободительного похода и начать увольнение задержанного после советско-финляндской войны приписного состава.(6)
7 июля
7 июля на основании директивы наркома обороны № 0/1/104584 командующий Южным фронтом генерал армии Г. К. Жуков издал директивы № 050—052, согласно которым временно оставались в Северной Буковине и на севере Бессарабии 192-я горнострелковая, 58-я, 60-я и 169-я стрелковые дивизии, а остальные соединения, части и учреждения направлялись в пункты постоянной дислокации. Для постоянной дислокации в Бессарабии оставались 176-я стрелковая дивизия в районе Сороки, Флорешты, Бельцы, 15-я моторизованная дивизия в районе Бендеры, Тирасполь, 9-я кавалерийская дивизия в районе Леово, Комрат, 25-я стрелковая дивизия в районе Кагул, Болград, 51-я стрелковая дивизия в районе Килия, Старая Сарата, Аккерман и управления 14-го и 35-го стрелковых корпусов соответственно в Болграде и Кишиневе.(6)
8 июля
8 июля в 20.00 граница была передана Красной Армией под охрану пограничным войскам НКВД.
35-й ск передал свой участок границы 2-му Каларашскому 2-му Каларашскому пограничному отряду НКВД.(6)
8 июля часть войск Южного фронта начала выдвижение к новым местам постоянной дислокации.(6)
9 июля
9 июля все войска Южного фронта выдвигались к местам постоянной дислокации.(6)
9 июля было расформировано управление Южного фронта. (РГВА. Ф. 37977. Оп. 1. Д. 684. Л. 219,232; Д. 687. Л. 125.) (6)
10 июля
10 июля было расформировано управление 9-й армии. (РГВА. Ф. 37977. Оп. 1. Д. 684. Л. 219,232; Д. 687. Л. 125.) (6)
10 июля 1940 на территории Молдавии продолжилось формирование 2-го механизированного корпуса. Управление и корпусные части 2-го мк формировались в Тирасполь на базе управления и корпусных частей 55-го стрелкового корпуса. В корпусную авиаэскадрилью развернуто авиазвено связи 15-й моторизованной дивизии.(3с)
Формирование 2-го мк было завершено 18 июля 1940 г.(3с)
15-я мд с 7.06.1940 дислоцируется в г. Бендеры, Тирасполь.(6с)
6 августа 1941 года вновь переименована в 15-ю стрелковую дивизию.

## Численность
Бронетанковый состав на 22.06.1941:
| БТ  | Т-37/38 | Итого | БА |
| --- | ------- | ----- | -- |
| 186 | 17      | 203   | 39 |

Артиллерийский состав на 22.06.1941:
| 76-мм. пушка | 37-мм. МЗА | 152-мм. гаубицы | 152-мм. гаубицы | 82-мм. миномёты | 50-мм. миномёты |
| ------------ | ---------- | --------------- | --------------- | --------------- | --------------- |
| 8            | 4          |                 | 4               | 8               | 60              |

Автотранспортный состав на 22.06.1941:
| Автомобили | Тракторы | Мотоциклы |
| ---------- | -------- | --------- |
| 140        | 47       |           |